# Adado (district)
Adado (ook: Cadaado) is een van de vijf districten binnen de regio Galguduud in Centraal-Somalië. De districtshoofdstad is Adado.
De overige vier districten in de regio Galguduud zijn:
- het district Abudwak, met de districtshoofdstad Abudwak (ook Caabudwaaq genoemd);
- het district Ceel Buur, met de districtshoofdstad Ceel Buur (ook El Bur genoemd);
- het district Ceel Dheer, met de districtshoofdstad Ceel Dheer (ook El Der genoemd);
- het district Dhusamarreeb, met de districtshoofdstad Dhusamarreeb.